# 建設重機喧嘩バトル ぶちギレ金剛!!
『建設重機喧嘩バトル ぶちギレ金剛!!』（けんせつじゅうきけんかバトル ぶちギレこんごう!!）は、2000年6月1日にアートディンクがPlayStation 2用ソフトとして発売した対戦型アクションゲーム。キャラクターデザインは本宮ひろ志で、プロデューサーの田中圭一は制作過程で本宮の画風を習得した。
プレイヤーは建設会社の社員に扮し、ブルドーザー、パワーショベルなどの建設機械を操縦して、工事現場を舞台に相手の重機と対決する。公式サイトでは「誰もが一度は憧れる大型重機を実際に操縦できる」ことを謳っているが、実際のゲーム内容はシミュレータではなく、本来は建設・運搬に用いるべき重機で、ぶつかり合い・必殺技の応酬といった格闘戦を繰り広げるという、本来の用途とはかけ離れたものである。

## ストーリー
建設会社・金剛一家は、社長の金剛団十郎の突然の死により衰退し、街の土木工事の大半をライバル会社の修羅部建設に奪われてしまった。当初は家を継ぐ気のなかった主人公・金剛隼人だが、唯一残った老社員・壇乃浦の必死の説得により翻意。会社を再興し、修羅部建設との決着をつけるために活動を開始する。

## ゲームシステム
3Dフィールド上で自分の選択した重機を操作し、さまざまな方法で相手重機の耐久力を奪っていくことで進行する。
ぶちギレゲージ
ロープの形で表されるゲージ。相手に攻撃を当てたり、相手の攻撃を受けることでロープが緊張していく。ロープが切れると一定時間、必殺技を使用可能な「ぶちギレ状態」に入る。
攻撃
DUALSHOCK 2 の感圧機能に対応しており、攻撃の強弱はボタン入力の深さで調節する。
必殺技
各重機ごとに用意された高威力の技。ぶちギレ状態で相手を射程内に捉えることで発動する。
ガード
自機の周囲に鉄骨が出現し、相手の攻撃を防ぐ。
障害物
工事現場を模した戦闘フィールド上には、鉄骨やドラム缶などの障害物が配置されている。移動や攻撃の邪魔になるので状況に応じて破壊する必要があるほか、跳ね飛ばして相手への攻撃手段に使うこともできる。

## 登場キャラクター

### 金剛一家
金剛団十郎を創業者とする建設会社。物語中盤以降になると「長期の工事なら金剛一家ほど丁寧な仕事のできる所はない」という世間の評判が聞かれる。隼人とウメの重機勝負を経て、修羅部建設とは雪解けとなった。
金剛隼人（こんごう はやと）
声：置鮎龍太郎
22歳。主人公。若くして父を亡くし二代目として金剛一家再興を目指す。天性の重機操縦技術を持つ。
「貴公子」を「空飛ぶ牛」と勘違いするなど賢いとは言えず、度々女性キャラとの重機勝負の際にセクハラじみた喧嘩口上を口にする。また、初対面の人物からは「世間知らず」と思われがち。
彼が再興に手を貸して以降、金剛一家は他社の重機を破壊して次々と仕事を奪っていった。
実は修羅部ウメの息子であり、母・さゆりがウメから団十郎の元へ逃げた時には既に隼人はさゆりの腹の中にいた。
逆立った髪をしているが、髪を下すとウメから遺伝した尖った頭をしている。隼人本人もウメに会った時から妙だと思っていたという。自信家な気質もウメ譲り。
ウメとの最終決戦の後に、ウメと今後の健闘を誓い合った。
エンディングの挿絵ではキョウコと結婚した様子が描かれた。
橘キョウコ（たちばな きょうこ）
声：三石琴乃
18歳。金剛一家の紅一点。3人目の仲間。
隼人と彩の重機勝負の後のある日、松葉山の愛機を勝手に操縦しては操作性に文句を言っていた。
修羅部と役場のおじさんの入札談合の証拠写真を金剛一家に提供したのは彼女。
隼人はキョウコが自分に惚れていると思い込んでいる。
物語が進むと修羅部ウメの娘であることが分かる。母はウメに愛されることもなく物語開始の1年前に死去した。
母の死に伴いウメの元に連れ戻されそうになるが、キョウコ自身は断固拒否している。
ウメの元に戻りたくないのは、ウメと母の結婚が財力目的の政略結婚であったためである。
修羅部建設との抗争を降りようとした隼人に対し、自分の価値観でどうするか決めるように諭した。
物語最終盤でウメの実子ではなく養女であり、隼人とは血の繋がりが無いことが判明。
松葉山珠之丞（まつばやま たまのじょう）
声：森川智之
24歳。クールな一匹狼。「重機の貴公子」と仇名されている。隼人が勧誘した1人目の仲間。
最初は隼人を歯牙にもかけなかったが、隼人との重機勝負を経て半ば強引に金剛一家に採用された。
端正な容姿に似合わず字が下手で、獅子之丸を追って金剛一家を一旦去った際に書いた置き手紙も誤字だらけであった。
一見金剛一家の従業員の中で一番まともそうだが、その実犬である獅子之丸を師と仰ぐという傍から見れば滑稽な一面を持ち、自身をまともだと信じていたキョウコからも幻滅された。
壇乃浦数清（だんのうら かずきよ）
声：宝亀克寿
60歳。先代の団十郎に恩義を感じており、隼人に忠実に仕えながら金剛一家再興を目指す老人。
物語冒頭でビルの屋上に逃げた隼人を重機により追い立て、説得にあたった。
このゲームの物語は初代金剛一家の復讐を成就させるために壇乃浦が隼人をウメと反目させたものである。それを知った隼人は一度修羅部建設との抗争から降りようとした。
隼人に離脱されて単身修羅部建設に乗り込むが、成田との重機勝負の後にリンチを受け、瀕死の重体となる。修羅部建設の者達が彼を傷つけたことは隼人が抗争に復帰するきっかけとなった。
郷田勉蔵（ごうだ べんぞう）
声：天田益男
30歳。小柄なオカマ。「ベス郷田」と呼ばれる。隼人が勧誘した2人目の仲間。
職にあぶれていた時に初代金剛一家に拾われ、一人前のブルドーザー使いに育った。
隼人が金剛一家を継承したことを聞き付けて金剛一家に出戻った。隼人がタイプらしい。
初代金剛一家時代からの縁である壇乃浦と仲が良い。
ジェイクとは過去に何かあったようであり、ジェイク本人は否定していたが「自分に棄てられたこと」を恨んでいるとベス本人は考えていた。
なお、本編のネタバレ防止のためか、オープニング画面ではオカマであることが伏せられている。
安達雷太（あだち らいた）
声：宮田浩徳
27歳。道場破りの大男。「平成の弁慶」と仇名されている。4人目の仲間。硬派で女性と話すのは大の苦手。
重機勝負に勝つと負けた会社の重機の部品を戦利品として持って帰ることで話題になっていた。
「重機とアタッチメントしか友達がいない」という噂だが、本人はそれを認めている。
隼人は負けたら従業員付きで金剛一家の重機全部を差し出すという条件で足立と勝負したが、仲間達から「本気で金剛一家を再建する気があるのか?」と呆れられていた。
「金剛一家に修羅部建設のスパイがいる」という松葉山の推測に関しては、「もしスパイがいるなら修羅部建設の方は提示金額をウチより安くして仕事を請け負えば良い」という正論を返した。
獅子之丸（ししのまる）
声：？
松葉山の師匠の犬。
彼が修羅部建設に人質(犬質)に取られたことから松葉山は一度泣く泣く修羅部建設に寝返った。
人質事件が収束した後、金剛一家に住み着いた。

### 修羅部建設
金剛一家と反目する建設会社。隼人によると大手という程ではない規模の模様だが、大手しか参加できないはずの工期短縮による再入札に不正参加していた。最終的に金剛一家と和解し、エンディングでは隼人とキョウコの結婚式に社員一同が過去の恩讐を越えて参列して集合写真に写った。
修羅部ウメ（しゅらべ うめ）
声：郷里大輔
45歳。修羅部建設の創業者兼社長。
重機勝負を茶番と看做しており、金剛一家が会社の者との重機勝負に勝っても取り合わない方針であった。
物語開始から20年以上前は団十郎と良い仲であったが、当時から自信家で目的のために手段を選ばない男であった。
ある時、さゆりに強引に結婚を申し込み、なかなか首を縦に振らないさゆりに業を煮やして誘拐同然でさゆりをつれ、初代金剛一家を飛び出し修羅部建設を創業。
そして、さゆりに逃げられて以来権力欲に憑り付かれ、事業拡大のためならどんな手も使う男になった。
隼人との重機勝負を経て、隼人と今後の健闘を誓い合った。
初老と思しき風貌だが、パンチで隼人を吹っ飛ばして岩盤にめり込ませるなど腕力に優れる。
十文字彩（じゅうもんじ あや）
声：百々麻子
19歳。修羅部の特攻隊長。気位が高く気が強い。言い寄ってくる男は多いが弱い男を嫌う。
素肌にサラシを巻いた上半身に作業ジャケットを羽織ったレディースのような見た目をしている。
結城洋介（ゆうき ようすけ）
声：飛田展男
25歳。リーゼント。キョウコに恋をしている。理屈よりも感覚で行動する性格。
隼人同様にキョウコが自分に惚れていると思い込んでおり、隼人とまとめてキョウコに「自信過剰の勘違い野郎」と切り捨てられた。
自ら隼人に重機勝負を仕掛けておきながら、負けるなり「女はモノじゃないんだ。勝負で取り合うなんてことが、可能だと思うのか?」と勝負を否定するなど勝手な性格。
成田兼男（なりた かねお）
声：広瀬正志
40歳。修羅部建設のトップツー。パンチパーマの関西弁。
壇乃浦との対戦では作中のバランスブレイカーであるロードローラーを操縦する本作最大の難敵となる。
ジェイク本郷（じぇいく ほんごう）
声：大塚芳忠
強力な助っ人。「重機の狼」と仇名されている。
成田曰く「金を積めばどんなことでもやるというプロ中のプロ」。
ベスの様子、ジェイクの秘密のアルバムを見た金剛一家の反応などからゲイの世界と関わりがありそうな様子。松葉山は「プライドも節操もない男」と評しており、相当恥ずべきことを金で行っている模様。
入札金額が金剛一家と同じという理由で修羅部建設がジェイクを助っ人とし雇ったことから、松葉山は金剛一家の情報が修羅部建設に漏れていると推測した(結果は杞憂に終わった)。
山田芳江（やまだ よしえ）
声：磯辺万沙子
従業員のおばさん。
いかつい太めの風貌で、隼人曰く「喋るトド」
小岩井四郎（こいわい しろう）
声：保志総一朗
お茶くみ兼コピー取り担当。「こういう一番弱そうなタイプが、一番強敵だったりするものですよ」と自称する。泣き出すと半狂乱になる。

### その他
役場のおじさん
46歳。金剛一家の所在する町役場の公務員。建設事業の入札を担当している。
修羅部建設から接待を受けて入札談合をしていたことが発覚。
隼人と彩の重機勝負を目の当たりにして重機勝負の虜になる。
重機勝負を見たいがために本来であれば金剛一家より安い修羅部建設の提示金額を同額だと言い偽っていた。

## 登場重機

### アーム系
アーム部分を振り回し、相手の重機に当てることで攻撃する。
- クレーン車
- パワーショベル

### 突進系
加速をつけての相手への体当たりで攻撃する。
- ロードローラー
- ブルドーザー
- フォークリフト
- ダンプトラック